# Barroselas e Carvoeiro
Barroselas e Carvoeiro (oficialmente: União das freguesias de Barroselas e Carvoeiro) é uma freguesia portuguesa do município de Viana do Castelo, com 19,39 km² de área e 4701 habitantes (censo de 2021). A sua densidade populacional é 242,4 hab./km².

## História
Foi constituída em 2013, no âmbito de uma reforma administrativa nacional, pela agregação das antigas freguesias de Barroselas e Carvoeiro com sede em Barroselas.

## Demografia
A população registada nos censos foi:
| Distribuição da População por Grupos Etários | Distribuição da População por Grupos Etários | Distribuição da População por Grupos Etários | Distribuição da População por Grupos Etários | Distribuição da População por Grupos Etários | Distribuição da População por Grupos Etários |
| -------------------------------------------- | -------------------------------------------- | -------------------------------------------- | -------------------------------------------- | -------------------------------------------- | -------------------------------------------- |
| Antes da agregação                           |                                              |                                              |                                              |                                              |                                              |
| Ano                                          | 0-14 anos                                    | 15-24 anos                                   | 25-64 anos                                   | >= 65 anos                                   | Total                                        |
| 2001                                         | 846                                          | 837                                          | 2580                                         | 775                                          | 5038                                         |
| 2011                                         | 715                                          | 579                                          | 2812                                         | 925                                          | 5031                                         |
| Após a agregação                             |                                              |                                              |                                              |                                              |                                              |
| Ano                                          | 0-14 anos                                    | 15-24 anos                                   | 25-64 anos                                   | >= 65 anos                                   | Total                                        |
| 2021                                         | 539                                          | 466                                          | 2528                                         | 1168                                         | 4701                                         |